# Wictor Grenthe
Carl Wictor Emanuel Grenthe född 9 juli 1987 i Göteborg, är en svensk basketspelare (forward) i Södertälje BBK.
Wictor Grenthe växte upp i Mölndal och började spela basket när han var 10 år gammal. Han var en av Kvarnby BBK:s viktigaste spelare säsongen 2007/2008 efter en offensiv värvarkampanj av Gothia Basket gick han över till dem hösten 2008. Efter Gothias konkurs lämnade han och Kim Palmqvist klubben och flyttade båda till Södertälje hösten 2010 för fortsatt ligaspel med Södertälje Kings. Han har skrivt på ett tvåårskontrakt med Kings.
1. ↑  ”RealGM basketbollspelar-ID”. https://basketball.realgm.com/player/wd/Summary/33511. Läst 4 april 2022.